# Jack Ruby
Jack Leon Ruby, nato Jacob Leon Rubenstein (Chicago, 25 aprile 1911 – Dallas, 3 gennaio 1967), è stato un criminale statunitense, proprietario di night club e presunto affiliato della Chicago Outfit, condannato per aver ucciso il 24 novembre 1963 Lee Harvey Oswald nei sotterranei della Polizia di Dallas, due giorni dopo l'arresto di Oswald con l'accusa di aver assassinato il Presidente Kennedy e il poliziotto J.D. Tippit.

## Biografia

### Le origini
Jacob Rubenstein (cambiò il nome in Jack Ruby nel 1947), nacque da una famiglia polacca di origine ebraica tutt'altro che benestante. Il padre, Joseph Rubenstein, era un emigrato polacco nato a Sokołów nel 1871, trasferitosi negli Stati Uniti nel 1903 dove lavorava come carpentiere; la madre, Fanny, era nata a Varsavia nel 1875 e sino al 1904 rimase in patria con i due primi figli nati dal matrimonio, Hyman e Ann. Cresciuto sulla strada e trasferito presto in una casa di tutela minorile, Jacob abbandonò la città natale in gioventù per girovagare nelle metropoli di Los Angeles e di San Francisco, in cerca di fortuna.
Si arrangiava con lavoretti precari, organizzava bische clandestine (specialità che lo vedeva eccellere anche durante il servizio militare), si dedicava al bagarinaggio nei pressi di manifestazioni sportive, si distingueva come ragazzo iracondo e tendente a risolvere le questioni con le mani. Alla fine del secondo conflitto mondiale Jack aveva più di trent'anni ma non aveva ancora trovato un mestiere (cosa insolita per l'epoca): si aggrappò quindi alla sorella Eva, che gli aprì un locale notturno a Dallas. L'attività di Ruby vivacchiava: il locale che aveva in gestione, il Carousel Club, era frequentato da gente malfamata, da mafiosi e da numerosi poliziotti di città, cui Jack offriva ingressi, tavolini, bottiglie di alcolici e spettacoli gratuiti. Con una continua spola tra gli uffici della polizia e le redazioni dei giornali locali, Ruby sperava di crearsi una "rete" di conoscenze influenti, convinto com'era di essere un grande imprenditore.

### L'assassinio di John Fitzgerald Kennedy
La vita di Ruby prese una piega inaspettata nel tragico fine settimana di Dallas del 22 novembre 1963. Ruby era nella redazione del The Dallas Morning News, ove stava dettando una pubblicità per il suo locale, quando alle 12:30 la notizia che Kennedy era stato ucciso piombò nella stanza. Jack chiamò la sorella, decise di non aprire il locale e (anche se non ve ne è la certezza) si precipitò al Parkland Memorial Hospital per capire cosa fosse successo o perché, come molti suoi conoscenti in seguito raccontarono, non sapeva stare lontano dall'azione, dai luoghi in cui capitava qualcosa.
Due sorelle di Ruby ricordarono spesso la sua angoscia per l'uccisione di JFK: Ruby straparlava, piangeva, malediceva Oswald e glorificava il presidente e la povera moglie Jacqueline; ricordò improvvisamente un annuncio del quotidiano Dallas Morning News - che insultava pesantemente JFK - e temette che la colpa dell'omicidio venisse fatta ricadere sugli ebrei. Andò quindi alla stazione di polizia, s'intrufolò tra i giornalisti, diede consigli ai reporter e li rifocillò con una scorta di panini, raccontò a tutti il suo strazio per ciò che era successo e per le conseguenze che, secondo lui, il gesto di Oswald avrebbe avuto sulla comunità ebraica.
Durante un'intervista al giudice Henry Wade, che aveva appena incriminato Lee Harvey Oswald, intervenne brevemente, senza alcun titolo, per correggere il nome del comitato pro-Castro cui apparteneva Oswald. Non aveva alcuna ragione per trovarsi lì, tra reporter e cameraman, ma i poliziotti lo conoscevano bene e il caos in centrale era giunto a livelli inimmaginabili: come decine di altre persone, Ruby era libero di girovagare per gli uffici senza essere fermato.

### L'omicidio di Lee Harvey Oswald

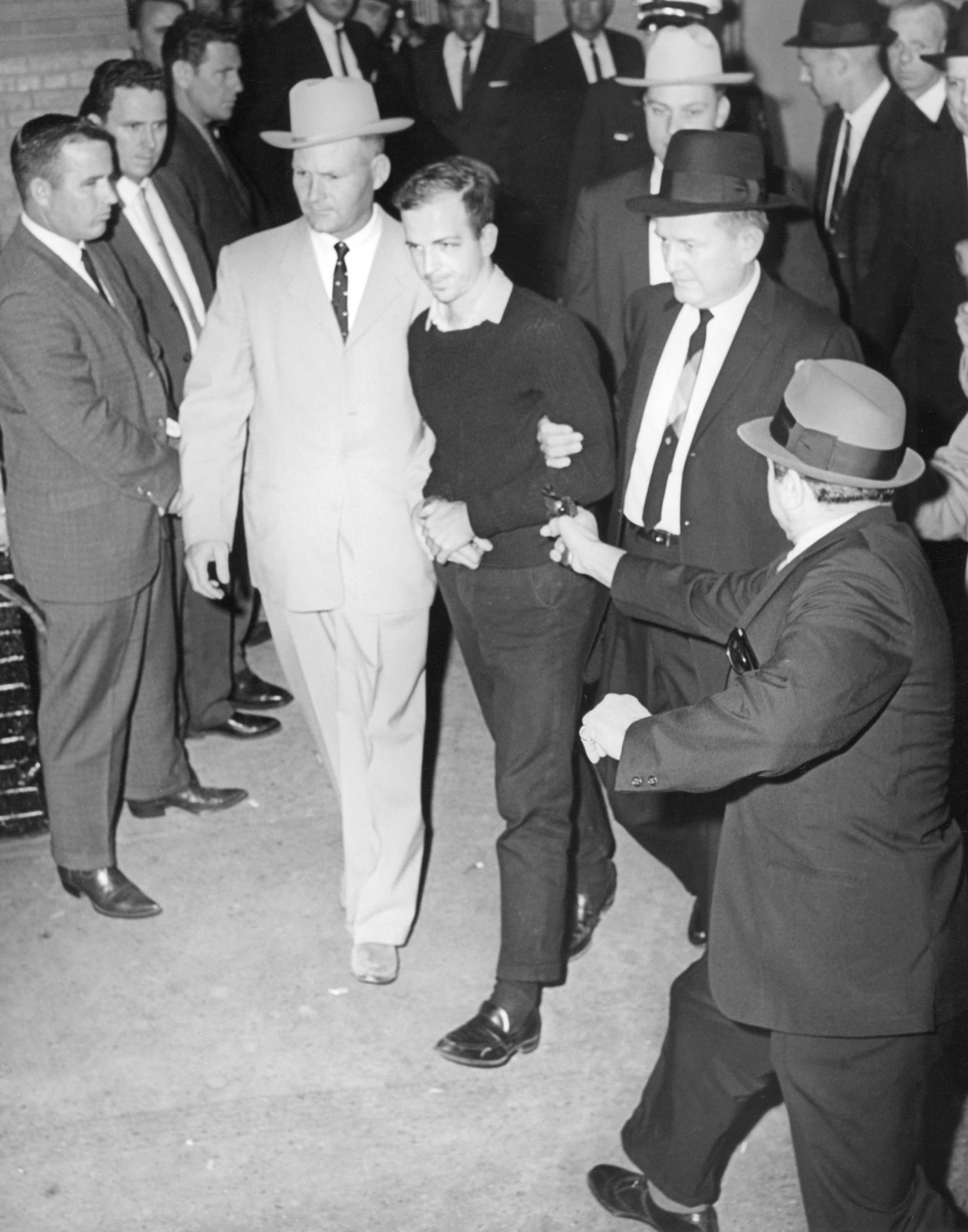
Ruby uccide Oswald.

La domenica mattina Ruby uscì di casa verso le undici con la sua cagnetta Sheba e si recò in un ufficio della Western Union: mezz'ora prima aveva ricevuto la telefonata di una sua spogliarellista, Karen "Little Lynn" Bennet, che aveva bisogno di 25 dollari per pagare l'affitto. 
Ruby lasciò il cane nell'auto, parcheggiata davanti all'ufficio, e spedì il vaglia. L'orario stampigliato sul documento segnava le 11 e 17 minuti. Appena uscito dall'edificio Ruby vide una piccola folla davanti alla centrale di polizia.
Lee Oswald avrebbe dovuto essere trasferito nel carcere della contea già dalle dieci, ma un ritardo nelle pratiche e la volontà di Oswald di farsi riportare un maglione prima di uscire avevano ritardato il suo trasferimento. Incuriosito, Ruby si avvicinò ed entrò nel sotterraneo. Si trovò davanti a un assembramento di cameraman, reporter e cronisti: Oswald, che stava per essere portato fuori, gli passò proprio davanti alle 11 e 21 minuti. Ruby tirò fuori la pistola che portava spesso con sé e gli sparò un solo colpo all'addome, fatale, dicendogli: «Hai ucciso il Presidente, topo di fogna!». 

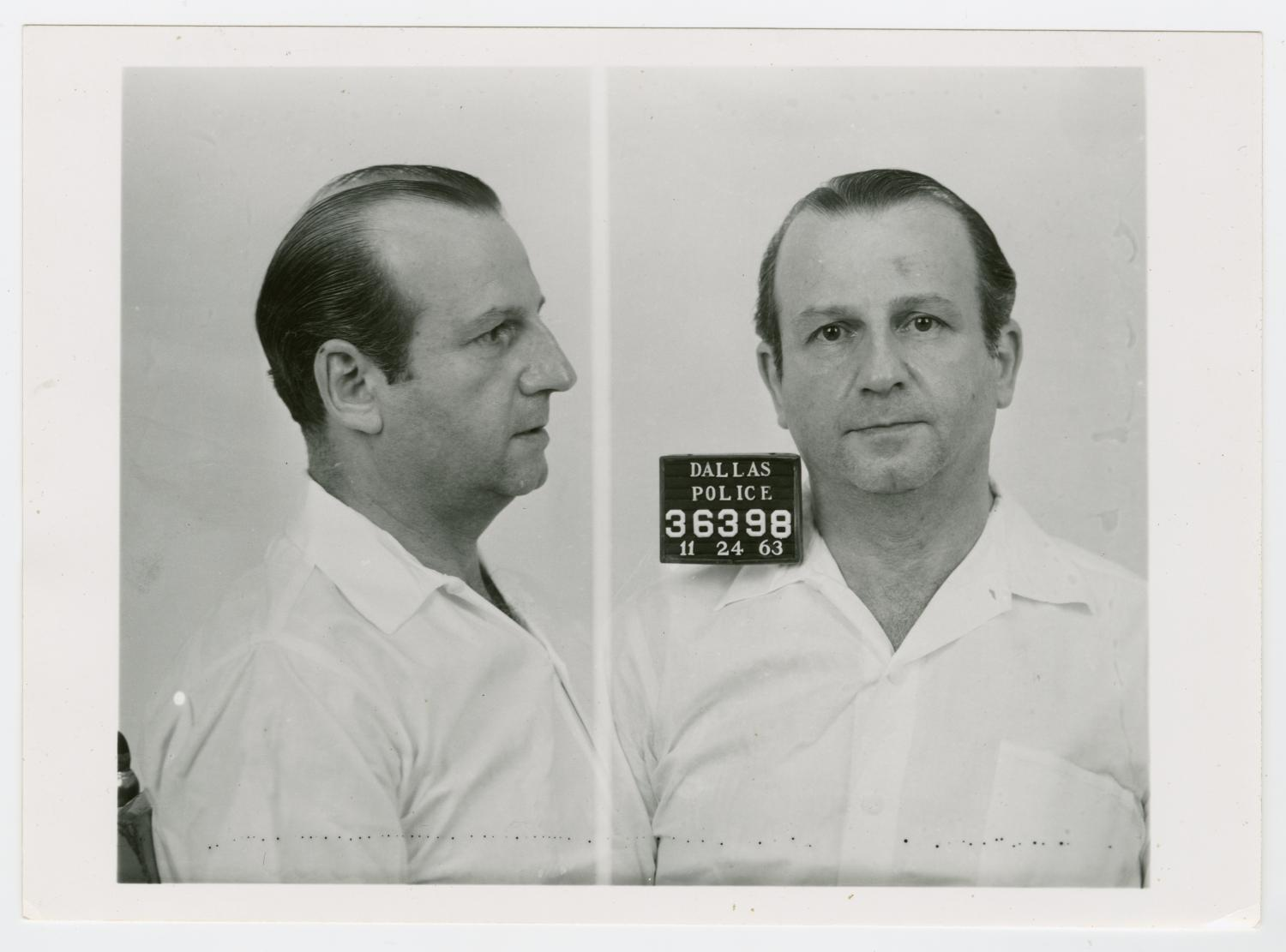
Foto segnaletica di Jack Ruby scattata il 24 novembre 1963 poche ore dopo il suo arresto

Immediatamente fermato e incarcerato, si dichiarò sicuro di essere prosciolto: parlò con gli agenti dicendo di essere felice, di aver dimostrato di essere un ebreo coraggioso, sicuro che la polizia avrebbe capito il suo gesto, se non addirittura elogiato. Il processo però non andò come lui pensava: dall'imputazione per omicidio non premeditato si arrivò alla sentenza di condanna a morte tramite elettroesecuzione emessa il 14 marzo 1964 perché il suo avvocato tentò di farlo passare per pazzo, invalidando così la tesi del gesto spontaneo e improvviso. La condanna fu poi tramutata in ergastolo e Ruby trascorse in carcere gli ultimi tre anni di vita.

### La morte
Ruby morì di embolia polmonare, dovuta a un tumore ai polmoni, il 3 gennaio 1967 al Parkland Memorial Hospital dove, prima di lui, era deceduto lo stesso Oswald e dove il Presidente Kennedy era stato dichiarato morto. Fu seppellito nel Cimitero di Westlawn a Norridge in Illinois.

## Filmografia
La vita di Jack Ruby è stata raccontata in film e serie TV. Di seguito le pellicole più note con l'indicazione degli attori che hanno prestato il volto al celebre criminale:
- 1973, Azione esecutiva - ruolo interpretato da Oscar Orcini
- 1991, JFK - Un caso ancora aperto - ruolo interpretato da Brian Doyle-Murray
- 1992, Ruby: Il terzo uomo a Dallas - ruolo interpretato da Danny Aiello
- Tra il 1996 e il 1997, l'attore Jack Lindine interpreta la figura di Jack Ruby in quattro episodi di Dark Skies - Oscure presenze.
- Nel 2016 viene citato nella miniserie 11.22.63 dall'omonimo libro di Stephen King